# Mezinárodní mistr
Mezinárodní mistr, zkráceně IM (z anglického International Master), je šachový titul udělovaný Mezinárodní šachovou federací (FIDE). Tento titul je nižší než mezinárodní velmistr a vyšší než mistr FIDE. Poprvé byl udělen roku 1950.
Titul lze získat splněním norem v určitých mezinárodních turnajích podle pravidel pro mezinárodní tituly FIDE. Hráčům pak dosažený titul náleží doživotně.
Ačkoliv je titul mezinárodní mistr určen hráčům obou pohlaví, užívá se též ženská obdoba titulu mezinárodní mistryně, s anglickou zkratkou WIM (Woman International Master). Titul lze získat splněním norem na ženských soutěžích.
Stálá komise FIDE pro šachovou skladbu uděluje také analogické tituly mezinárodní mistr řešení, s anglickou zkratkou IMS (International Master of Solving), a mezinárodní mistr skladby, se zkratkou IMC (International Master of Composing).